# Duiventoren (Staverden)
De duiventoren is een monumentaal bouwwerk op het landgoed Staverden in de Gelderse plaats Staverden in de gemeente Ermelo.

## Beschrijving
De duiventoren op het landgoed Staverden werd omstreeks 1877 gebouwd. Het bouwwerk bevindt zich op een terreintje ten westen van het kasteel aan de Garderenseweg. De gemetselde toren bestaat uit twee verdiepingen. In de onderste laag bevinden zich acht grote boogvormige poorten, waardoor het bouwwerk een opengewerkt karakter krijgt. De eigenlijke duiventil bevindt zich op de verdieping. Beide verdiepingen worden van elkaar gescheiden door een cordonlijst bestaande uit drie lagen baksteen. Boven elke poort bevinden zich op de verdieping twee maal drie vlieggaten, waardoor de duiven het binnenste van de til kunnen bereiken. Voor elke vlieggat is met behulp van twee haaks op elkaar geplaatste bakstenen een platform gecreëerd. De duiventoren wordt bekroond met een achtzijdig dak, dat met asfaltleien is gedekt. Het bouwwerk is erkend als rijksmonument onder meer vanwege het feit dat het in de oorspronkelijk staat bewaard is gebleven. Ook de fraaie vormgeving, de samenhang met de overige delen van het landgoed Staverden en de beeldbepalend functie speelden een rol bij de aanwijzing tot rijksmonument.